# Деревковский сельский совет (Котелевский район)
Деревковский сельский совет (укр. Деревківська сільська рада) — входит в состав
Котелевского района
Полтавской области
Украины.
Административный центр сельского совета находится в 
с. Деревки.

## Населённые пункты совета
- с. Деревки
- с. Любка
- с. Млинки